# 1906
Cette page concerne l'année 1906 (MCMVI en chiffres romains) du calendrier grégorien. Pour l'année 1906 av. J.-C., voir 1906 av. J.-C.
Pour les articles homonymes, voir Six (homonymie).
L'année 1906 est une année commune qui commence un lundi.

## En bref
- 7 avril : la conférence d'Algésiras autrement dit l'accord d’Algésiras.
- 18 avril : tremblement de terre de San Francisco.
- 30 décembre : constitution libérale en Perse à la suite de la révolution constitutionnelle.

## Événements

### Afrique

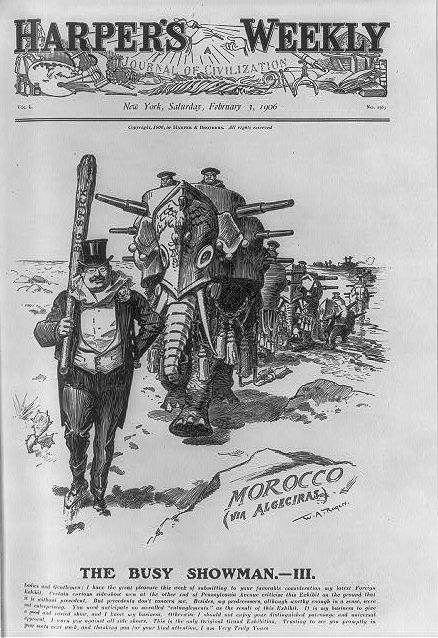
Caricature de Theodore Roosevelt et sa doctrine du Big Stick à la conférence d’Algésiras.

- 16 janvier - 7 avril : la conférence d’Algésiras règle les droits sur le Maroc entre la France, l’Espagne, le Royaume-Uni et l’Allemagne. Elle donne satisfaction à la France dans l’affaire marocaine. Theodore Roosevelt aide à freiner les ambitions allemandes au Maroc. Les accords d’Algésiras ouvrent le Maroc à la France et à l’Espagne[1]. L’indépendance du sultan et l’intégrité du Maroc sont garanties, l’empire chérifien reste ouvert aux entreprises de toutes les nations. La France et le Maroc sont chargés de la police des ports marocains. La surveillance des frontières avec l’Algérie, l’encadrement de la police marocaine et la présidence de la Banque centrale sont confiées à la France.

- 11 février : décret portant réorganisation des possessions du Congo français et dépendances. Création de « Colonie de l’Oubangui-Chari-Tchad »[2].

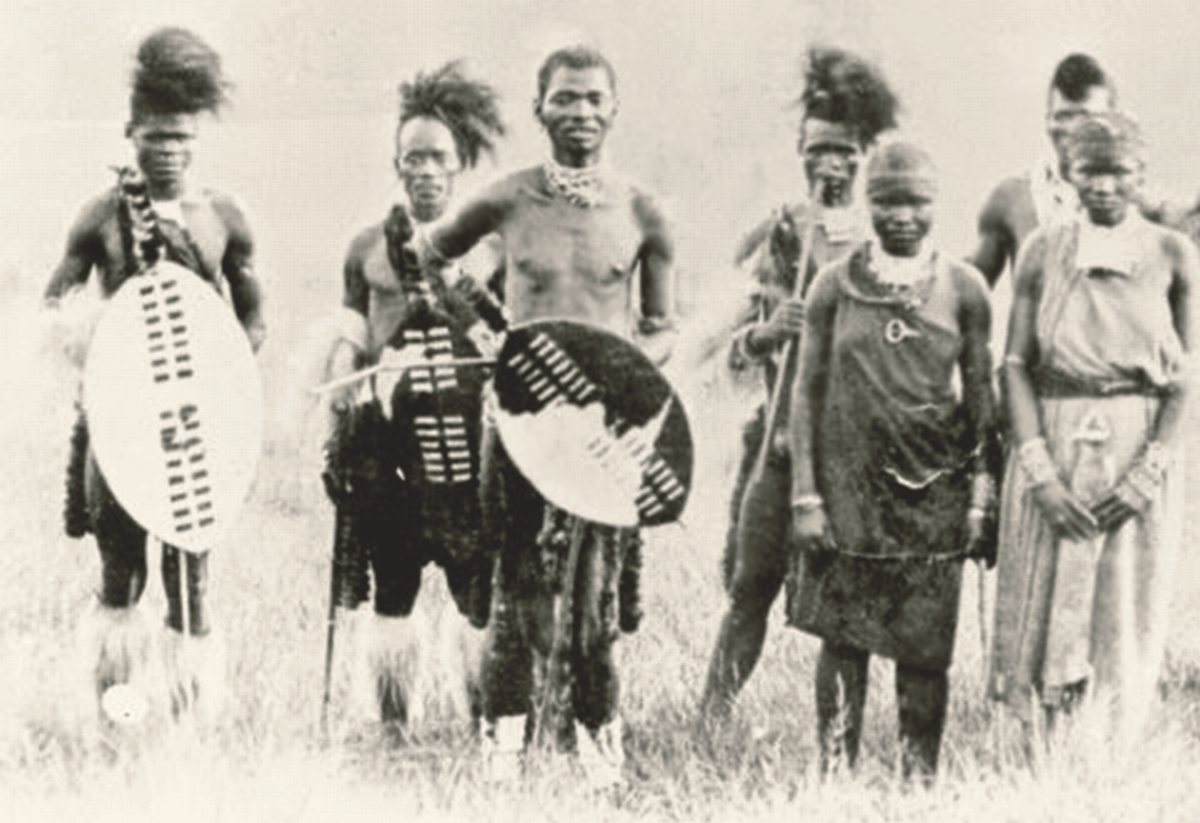
Le chef Bambatha entouré de guerriers Zoulous, 1906.

- 4 avril : début de la rébellion de Bambatha et des Zoulous au Natal (1906-1908)[3].
- 26-27 avril : affaire de Thala-Kasserine. Troubles dans l'ouest de la Tunisie à l'instigation d'un jeune marabout venu d'Algérie ; trois colons français sont tués par des révoltés fréchiches. Les émeutiers entaquent le lendemain le contrôle civil de Thala mais sont repoussés par les colons[4].

- 25 mai, Soudan : révolte de la population de Talodi qui assassine lors d’une fête 46 fonctionnaires et soldats, dont le gouverneur qui voulait supprimer l’esclavage. Émeute arabe après la libération de centaines d’esclaves, suivie d’une répression brutale[5].
- 26 mai : convention entre le Saint-Siège et l’État indépendant du Congo. Elle prévoit que chaque mission catholique au Congo doit recevoir gratuitement 100 ha de terres cultivables et doit posséder son école[6]. L’enseignement privé domine.

- 10 juin : la rébellion de Bambatha est écrasée à la bataille des gorges de la Mome, lors de laquelle il est lui-même tué[3].

- 17 juillet : les Indiens sont exclus des terres des Highlands au Kenya[7].

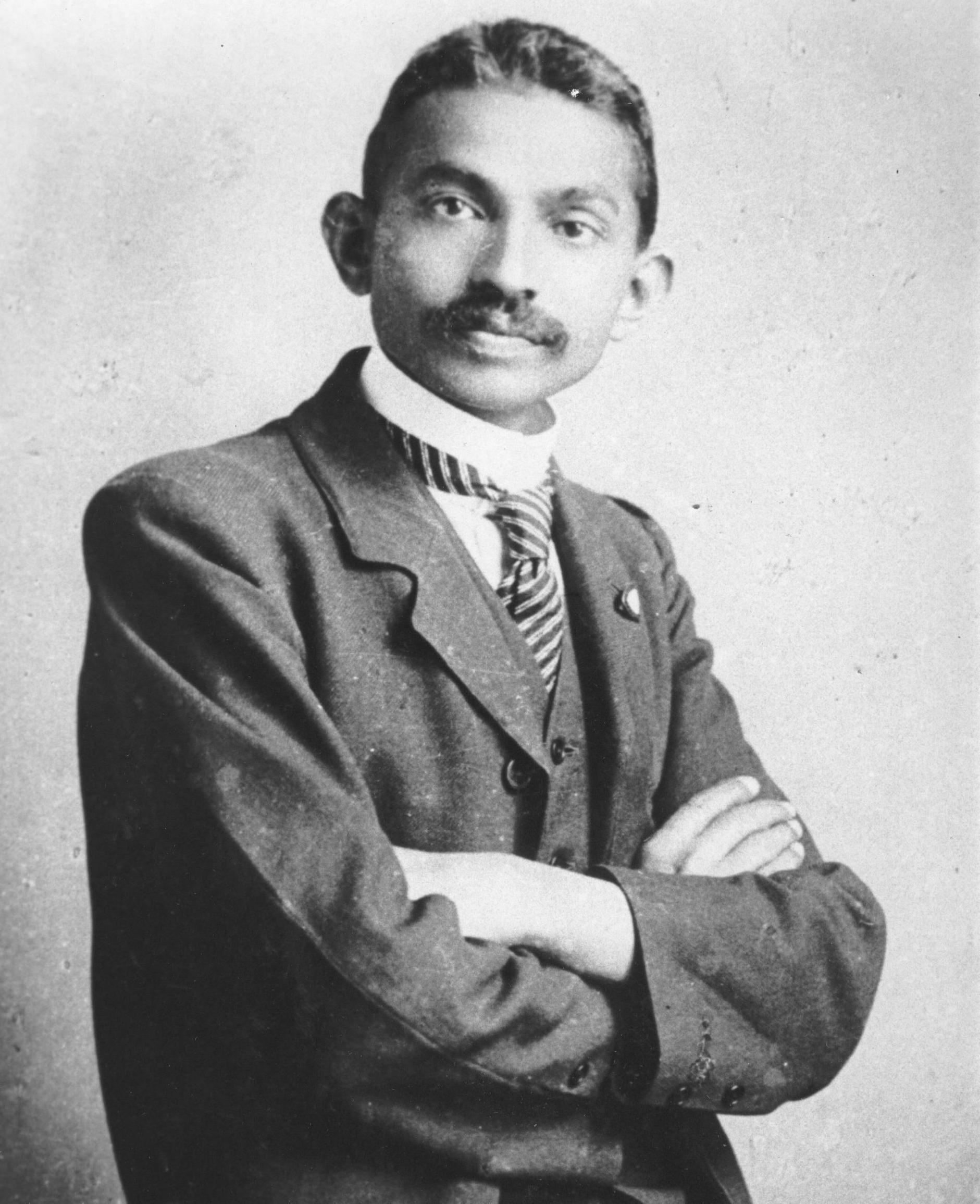
Gandhi en Afrique du Sud, 1906.

- 11 septembre : l’avocat indien Mohandas Gandhi réunit 3 000 personnes au théâtre impérial à Johannesburg pour protester contre la nouvelle loi votée par le Gouvernement du Transvaal qui vise à l’enregistrement de toute la population indienne. Gandhi met en pratique pour la première fois sa méthodologie du satyagraha (désobéissance civile)[8].

- 28 octobre : fondation de l'Union minière du Haut Katanga (UMHK)[9].
- 31 octobre : fondation de la Compagnie du chemin de fer du bas-Congo au Katanga (BCK)[10].

- 5 novembre[11] : fondation de la SCOA (Société commerciale de l’Ouest africain)[12].
- 6 novembre : fondation de la Société internationale forestière et minière du Congo (Forminière)[10].

- 11 décembre : Bangui devient le chef-lieu de la colonie de l’Oubangui-Chari-Tchad[2]. Elle s’étend rapidement (53 habitants en 1889, 2100 en 1911, 7 300 en 1921 et 22 000 en 1934).

- « Association des Mulâtres » d’Angola[13].

### Amérique

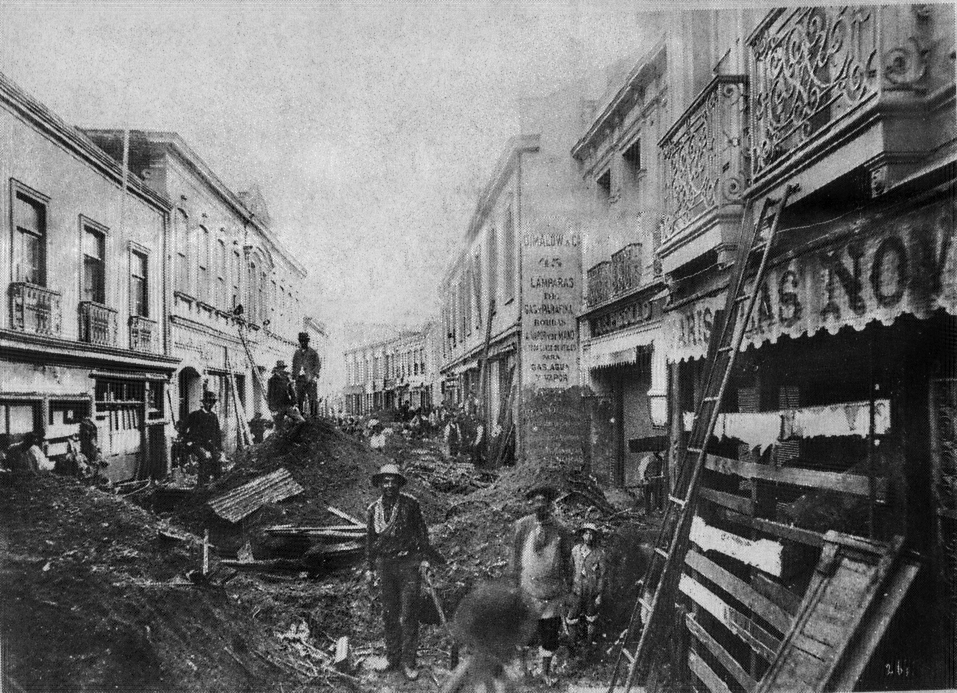
16 août : tremblement de terre de Valparaiso.

- 26 février, Brésil : convention de Taubaté signée entre les producteurs de café de Sao Paulo, Minas Gerais et Rio de Janeiro et les gouvernements des États, destinée à « valoriser » et soutenir les cours du café, en proie à une crise de surproduction[14],[15].
- 18 avril : tremblement de terre de San Francisco[16].

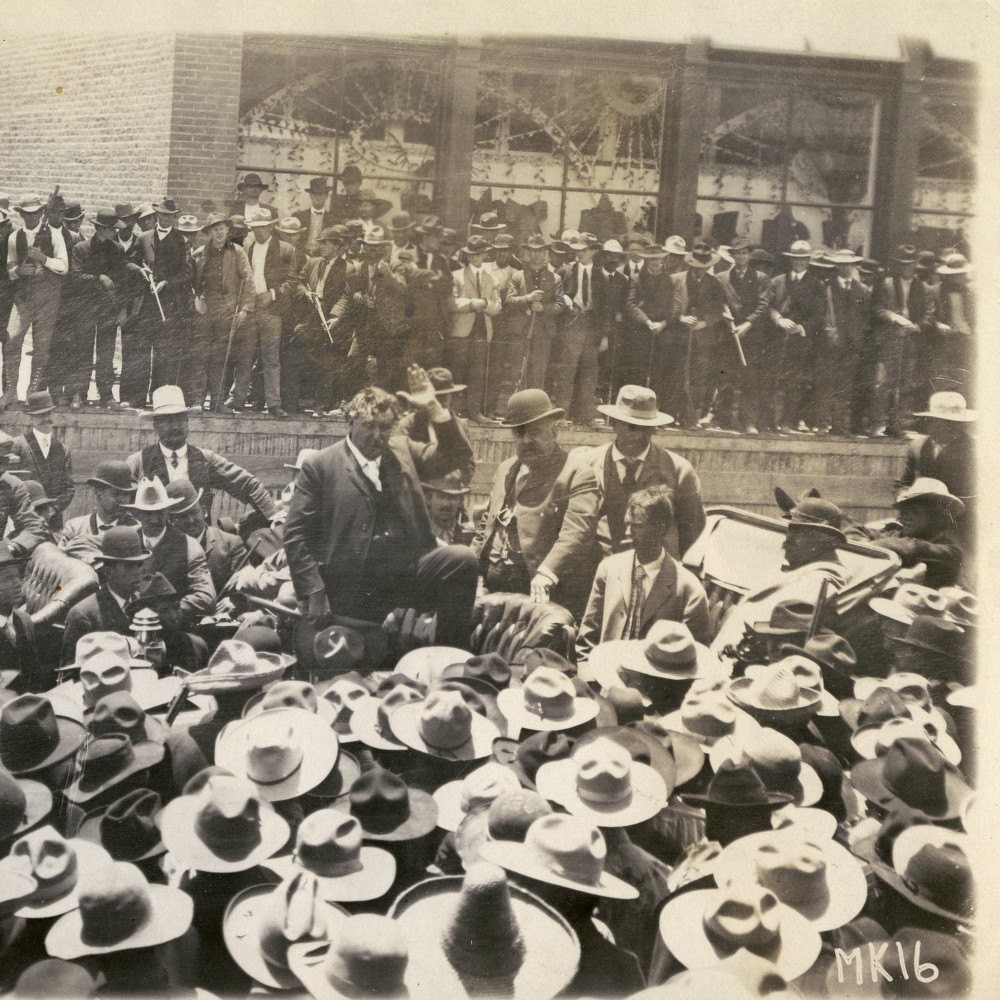
Le colonel William Cornell Greene s’adresse aux grévistes de la mine de Cananea.

- 1er-6 juin, Mexique : grève des mineurs de la Cananea ; les affrontements avec les Rangers envoyés par le gouverneur de l’Arizona voisin font 23 morts et 22 blessés dans les deux camps. Plus de 50 personnes sont arrêtées[17].
- 21 juillet - 26 août: conférence internationale des États américains à Rio de Janeiro[18]. Élargissement des prérogatives du bureau. Le Brésil met en place des mécanismes d’intervention étatique destinés à réguler les cours du café, qui seront réactivés dans les années 1920.

- 16 août : tremblement de terre de Valparaiso[19].
- 17 août, Cuba : guerrita de Agosto. Début d’un soulèvement armé du Parti libéral dirigé par José Miguel Gómez[20].
- 27 août, San Francisco : Albert Nion Tucker, Colbert Coldwell et John Conant Lynch fondent Tucker, Lynch and Coldwell, qui deviendra Coldwell Banker[21].

- 14 septembre : intervention des États-Unis à Cuba (1906-1909)[20].
- 29 septembre : démission du président cubain Tomás Estrada Palma et de son cabinet. William Howard Taft devient gouverneur provisoire de Cuba[20].

- 25 novembre : le libéral radical Benigno Ferreira (es) devient président du Paraguay (fin en juillet 1908)[22].

### Asie et Pacifique
- 16 mars : le Japon nationalise ses chemins de fer[23].

- 27 avril: le vice-roi des Indes, lord Curzon, signe à Pékin une convention bilatérale anglo-chinoise selon laquelle l’empire chinois obtient la reconnaissance de sa souveraineté au Tibet. La convention prévoit le paiement d’une forte indemnité aux Britanniques, qui retirent leurs troupes du Tibet [24].

- 16 mai : arrêté créant l'Université indochinoise à Hanoï inaugurée le 10 novembre 1907[25].

- 13 juin : l’explorateur suédois Sven Hedin quitte Shimla pour une nouvelle expédition au Tibet qu’il atteint par le plateau d’Aksai Chin entre le 20 août et le 11 septembre. Il atteint Shigatsé après avoir réussi la première traversée du Transhimalaya du 22 janvier au 6 février 1907 1909. Il repart le 26 mars 1907, atteint le lac Manasarovar le 23 juillet 1907, Gartok (25 septembre), puis rejoint l’Inde par la vallée de l’Indus. Après un second voyage clandestin de décembre 1907 à août 1908, il arrive à Londres le 6 février 1909[26].

- 2 juillet : O. L. Helfrich, nommé par le décret n° 20 du 4 mai, est inauguré comme résident général de la province de Jambi à Sumatra. Après la mort du dernier sultan le 27 avril 1904, les Néerlandais annexent le sultanat de Jambi , puis les districts de Kota Besar, de Batang Hari et de Kuantan[27],[28].

- 20 septembre : massacres de Bali. Le rajah de Badung (Denpasar) se suicide (puputan) avec ses sujets devant l’avance des Néerlandais[29].

- 20 octobre : convention franco-britannique de Londres établissant le condominium des Nouvelles-Hébrides[30].

- 26-29 décembre : session annuelle du Congrès national indien à Calcutta[31]. Les extrémistes parviennent à faire mettre à l’ordre du jour le thème du swaraj (self-government)[32].
- 30 décembre : création de la Ligue musulmane panindienne, présidée par l’Aga Khan III jusqu’en 1911[33].

- Mongolie : reprise de la révolte contre les Qing dans la majorité des sumuns de l’aïmak khanal djachaktou alors que le leader Aiouchi est en prison à Ourga[34].

### Proche-Orient
- 3 mai : incident d’Aqaba. Crise diplomatique entre la Porte et la Grande-Bretagne à propos du tracé du chemin de fer du Hedjaz. Les Ottomans souhaitent créer un embranchement partant de la ligne Damas-Médine et rejoignant Akaba sur la mer Rouge. Pour les Britanniques, ce projet représente une menace sur l’Égypte et le canal de Suez. À la suite d’une démonstration navale britannique, l’Empire ottoman abandonne le projet et un accord est signé le 1er octobre. Le secteur de Taba, à proximité d’Aqaba, est intégré à l’Égypte[35]. La conséquence diplomatique de la crise est le rapprochement de la Porte avec l’Allemagne. Les états-majors de France et de Grande-Bretagne commencent à étudier des plans d’action communs.

- 13 juin : incident de Denshawai en Égypte. Une rixe entre militaires britanniques et paysans égyptiens dans le Delta provoque la mort de plusieurs soldats. Plusieurs paysans sont pendus ou condamnés à la prison[36]. L’émotion publique égyptienne est considérable. Devant les réactions internationales, Londres rappelle le consul lord Cromer et le remplace par Eldon Gorst (en), plus libéral, qui cherche à restreindre la présence britannique (fin en 1911).
- 5 août : les émeutes et les grèves obligent le Chah de Perse à convoquer une assemblée nationale, le majlis, qui élabore une constitution libérale, signée par le Chah le 30 décembre[37].
- 7 octobre : convocation du premier majlis (fin le 23 juin 1908)[38].

### Europe
- 12 janvier - 7 février : victoire des libéraux aux législatives au Royaume-Uni[39]. Fin du ministère conservateur unioniste Salisbury-Balfour. mise en place d’un ministère libéral dirigé par Sir Henry Campbell-Bannerman.

- 29 janvier : début du règne de Frédéric VIII de Danemark à la mort de Christian IX[40].

- 10 février : lancement du Dreadnought, le plus grand et puissant cuirassé du monde à ce jour[Quand ?][41]. Dreadnought hoax, fausse visite de l’empereur d’Abyssinie et de sa suite, canular organisé par Horace de Vere Cole et Adrian Stephen[42].

- 19 février : François-Joseph suspend la constitution hongroise et charge le major général Sándor Nyiri d’évacuer le parlement hongrois dissout manu militari[43].

- 10 mars : catastrophe de Courrières[44]. 1099 mineurs périssent à la suite d’un coup de grisou. Des grèves éclatent pour protester contre les conditions de sécurité dans les mines. Le ministre de l’Intérieur Clemenceau fait envoyer la troupe.

- 20 mars, Espagne : adoption de la Ley de Jurisdicciones par les Cortes. Le même jour, manifeste de Solidaritat Catalana, coalition des principaux partis catalans non dynastiques. Succès de la coalition aux élections de 1907[45].

- 8 avril, Hongrie : les opposants acceptent les dispositions de François-Joseph Ier d’Autriche sur l’armée et forment un gouvernement de coalition dirigé par Sándor Wekerle, qui mène une politique vigoureusement nationaliste et antisocialiste, provoquant l’opposition de toute la gauche[46].
- Avril : augmentation des tarifs douaniers en Autriche-Hongrie[47].

- 19 mai : 
  - João Franco devient Premier ministre du Portugal. Les divergences entre les partis monarchistes paralysent la vie politique : les coalitions se forment et se défont sans cesse ; l’obstruction parlementaire est érigée en système ; la violence verbale tient lieu d’argumentation. Le roi Carlos Ier tente un coup d’État. Il démet le chef du gouvernement Ernesto Hintze Ribeiro et appelle  João Franco, qui gouverne quelques mois avec les Chambres, puis impose la dictature après leur dissolution (10 mai 1907)[48].
  - inauguration du tunnel du Simplon[49].

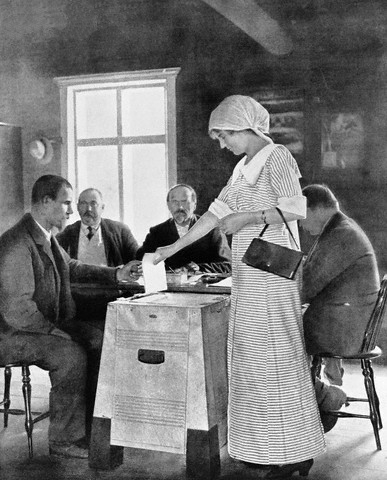
Une finlandaise vote aux élections parlementaires de 1907.

- 29 mai : les femmes obtiennent le droit de vote en Finlande[50].
- 2 juin : cabinet Beck en Cisleithanie (Autriche)[51].
- 7 juin : lancement du RMS Lusitania[52].
- 26-27 juin : première commission électrotechnique internationale tenue à Londres[53].

- 7 juillet : sous prétexte de contrôle vétérinaire, l’Autriche interdit toute exportation de porcins serbes. Début de la Guerre des porcs, guerre douanière entre l’Autriche-Hongrie et la Serbie (1906-1911)[54].

- 13 juillet : à la suite de la catastrophe de Courrières en mars, le repos dominical, devient légalement la règle en France[44].

- 23 - 29 septembre : congrès socialiste de Mannheim, en Allemagne. L’affrontement Legien-Bebel se termine par la reconnaissance de l’autonomie des syndicats[55].
- Septembre : Aurel Popovici, un Roumain de Transylvanie, publie Les États-Unis de la Grande Autriche, où il développe des thèses fédéralistes[56]. L’Autriche-Hongrie est une "vieille maison" qu’il faut « diviser en appartements ».

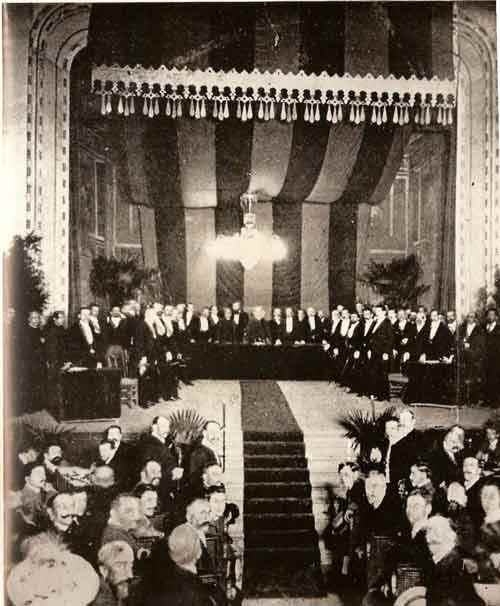
13-18 octobre : premier congrès international de la langue catalane à Barcelone

- 13 - 18 octobre : premier congrès international de la langue catalane à Barcelone[57].
- Octobre[58] : début d’une grève scolaire touchant près de 50 000 écoliers polonais en Posnanie et en Prusse-Orientale (1906-1907)[59].

- 3 novembre : convention internationale radiotélégraphique de Berlin[60]. Elle adopte le SOS comme signal de détresse international.
- 18 novembre : Conrad von Hötzendorf devient chef de l’état-major général autrichien (fin en 1912)[61]. Il entreprend de moderniser l’armée.

- 13 décembre, Allemagne : le Chancelier von Bülow prononce la dissolution du Reichstag, à la suite de la défection du Zentrum, ce qui entraîne le rejet d’un projet d’augmentation des crédits militaires pour mater un soulèvement indigène dans le Sud-Ouest africain[62].
- 21 décembre : loi sur les conflits du travail au Royaume-Uni (Trade Disputes Act), dégageant les syndicats de toute responsabilité sur les dégâts survenus pendant les grèves[63].

#### Empire russe
- 21 - 22 février (8-12 février du calendrier julien) : création du Parti octobriste à la conférence de Moscou[64].

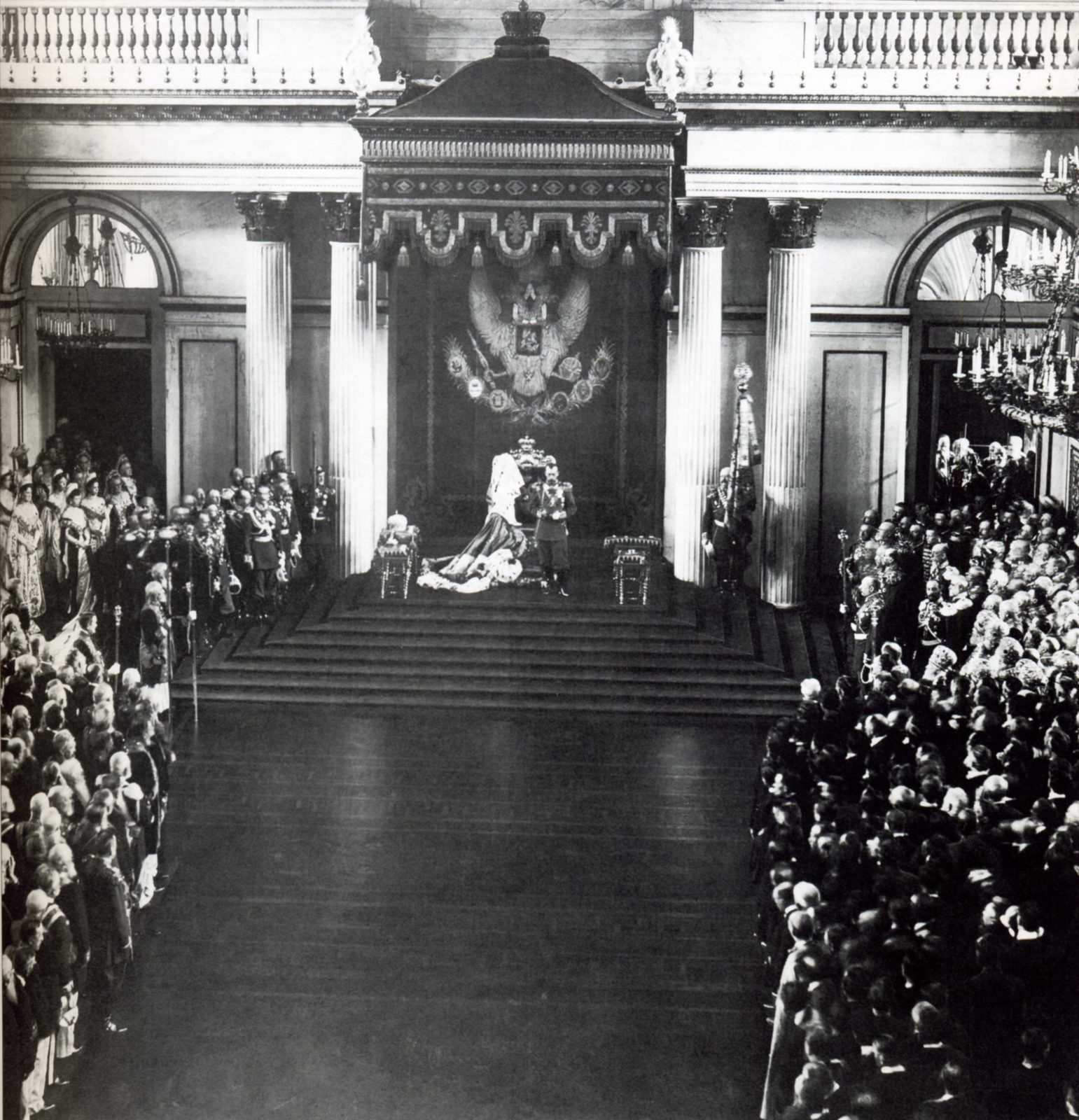
10 mai/27 avril : ouverture de la Douma.

- 5 mars (20 février du calendrier julien) : réforme du conseil d’État, qui devient une Chambre Haute à parité avec la Douma[65].
- 17 mars (4 mars du calendrier julien) : autorisation de constituer des associations politiques et des organisations professionnelles, avec restrictions[66].

- 8 avril - 3 mai : (26 mars - 20 avril du calendrier julien) : élections législatives[67].

- 16 avril (3 avril du calendrier julien) : emprunt international destiné à rétablir les finances après la guerre russo-japonaise (2,25 milliard de francs couverts pour moitié par la France)[68].

- 5 mai (22 avril du calendrier julien) : démission de Serge Witte. Ivan Goremykine, président du Conseil[69].
- 6 mai (23 avril du calendrier julien) : « Lois fondamentales ». Restriction des pouvoirs de la Douma, devant laquelle les ministres ne sont pas responsables[68].

- 10 mai (27 avril du calendrier julien) : réunion de la première Douma[70]. Majorité à l’opposition (27 % de KD, 20 % de travaillistes).
- 18 mai (5 mai du calendrier julien) : la Douma demande au tsar un véritable régime constitutionnel[71].

- Juin : troubles agraires[72].
- 14 - 16 juin (1er-3 juin du calendrier julien) : pogrom de Bialystok[73].

- 21 juillet (8 juillet du calendrier julien) : Piotr Stolypine, président du Conseil (fin le 18 septembre 1911)[74]. Il encourage la colonisation de la Sibérie[75].
- 22 juillet (9 juillet du calendrier julien) : dissolution de la première Douma[76].
- 23 juillet (10 juillet du calendrier julien) : appel de Vyborg : 182 députés d’opposition recommandent la grève de l’impôt et du service militaire[76].
- 30 juillet - 3 août (17-20 juillet du calendrier julien) : mutineries sans lendemains de Sveaborg, Kronstadt[77] et Reval.

- 25 août (12 août du calendrier julien) : attentat manqué contre Stolypine[78].

- 1er septembre (19 août du calendrier julien) : création de tribunaux militaires de campagne. Ils prononcent 1 000 condamnations à mort en 8 mois[79].
- 30 septembre : inauguration du Transsibérien sur la voie Circumbaïkalienne, mise en circulation le 15 octobre 1905[80].

- 17 octobre : loi intérimaire qui élargit les droits des vieux-croyants et des sectateurs en légalisant leurs communautés et en organisant leur état civil[81].

- 19-25 novembre : scission du parti socialiste polonais en PPS-Gauche et PPS-Faction révolutionnaire au neuvième congrès tenus à Vienne[82].

## Prix Nobel
- Prix Nobel de physique : Sir Joseph John Thomson
- Prix Nobel de chimie : Henri Moissan
- Prix Nobel de physiologie ou médecine : Camillo Golgi et Santiago Ramón y Cajal
- Prix Nobel de littérature : Giosuè Carducci
- Prix Nobel de la paix : Theodore Roosevelt

## Décès en 1906

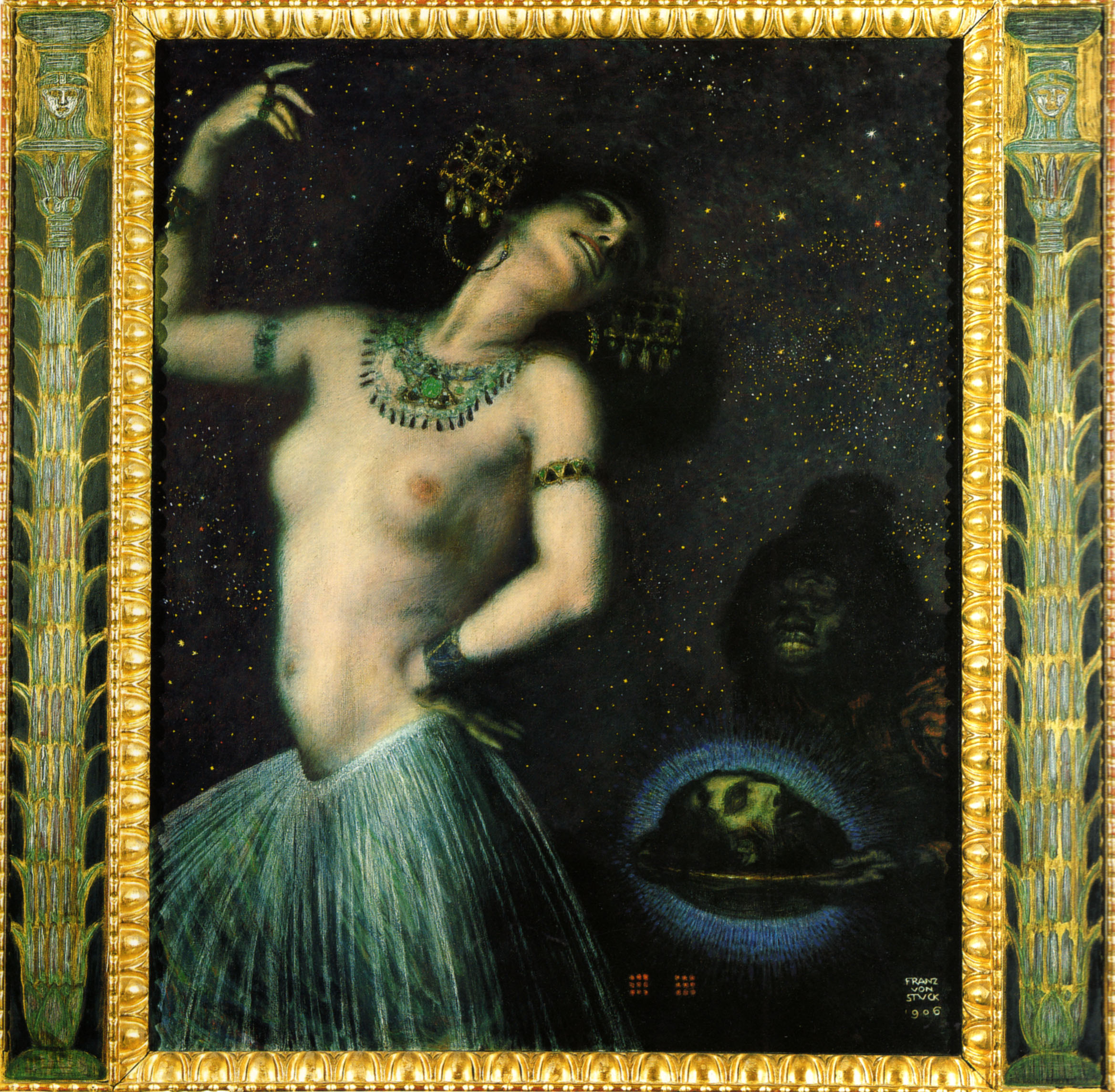
Salomé, toile de Franz von Stuck.La peinture en 1906 sur Commons